# Дейвидсън (окръг, Тенеси)
Окръг Дейвидсън (на английски: Davidson County) е окръг в щата Тенеси, Съединени американски щати. Площта му е 1362 km², а населението – 569 891 души (2000). Административен център е град Нашвил, който е и столицата на щата Тенеси.